# Stomatochaeta condensata
Stomatochaeta condensata é uma espécie vegetal pertencente à família Asteraceae, endêmica da região do Monte Roraima.